# Saint-Eustache-la-Forêt
Saint-Eustache-la-Forêt là một xã thuộc tỉnh Seine-Maritime trong vùng Normandie miền bắc nước Pháp.

## Dân số
| 1962                                            | 1968 | 1975 | 1982 | 1990 | 1999 | 2006 |
| ----------------------------------------------- | ---- | ---- | ---- | ---- | ---- | ---- |
| 733                                             | 739  | 1178 | 1184 | 1217 | 1180 | 1122 |
| Starting in 1962: Population without duplicates |      |      |      |      |      |      |